# Ланг, Рикарда
Рикарда Ланг (нем. Ricarda Lang, род. 17 января 1994, Фильдерштадт) — немецкий политик, сопредседатель партии Союз 90 / Зелёные (2022—2024).

## Биография
Родилась 17 января 1994 года в Фильдерштадте, дочь архитектора Экхарта Дитца (мать — социальная работница, 14 лет проработала в кризисном центре помощи женщинам). В 2012 году Рикарда Ланг окончила гимназию имени Гёльдерлина в Нюртингене, до 2019 года изучала право в Гейдельбергском и Берлинском университетах, но не получила диплом.
В 2012 году вступила в молодёжную организацию партии Союз 90 / Зелёные, с 2015 по 2019 год возглавляла её. В 2019 году занимала 25-е место в партийном списке на выборах в Европейский парламент и по итогам голосования не получила мандат. На парламентских выборах 2021 года прошла в бундестаг по партийному списку от земли Баден-Вюртемберг и стала первой открытой бисексуалкой, избранной в германский парламент.
14 февраля 2022 года Рикарда Ланг и Омид Нурипур избраны сопредседателями партии, получив поддержку соответственно на уровне 78,7 % и 91,7 % в ходе голосования по почте, которым были подтверждены итоги онлайн-выборов, прошедших в январе.
25 сентября 2024 года руководство партии «Союз-90»/«Зелёные» складывает с себя полномочия. Об этом сообщили журналистам сопредседатели партии Рикарда Ланг и Омид Нурипур. Ожидается, что новые председатели партии будут выбраны на ближайшем съезде «зелёных» в Висбадене, пишет газета FAZ.
16 ноября 2024 года новыми сопредседателями партии были избраны Франциска Брантнер и Феликс Банашак.